# Orochi (film, 1925)
Pour plus de détails, voir Fiche technique et Distribution.
Orochi (雄呂血, litt. Le Serpent) est un film japonais muet en noir et blanc, réalisé par Buntarō Futagawa et sorti en 1925. 

## Synopsis
Banni de son école pour un motif injuste, le jeune samouraï Kuritomi Heizaburo prend la route et s’éloigne de sa bin aimée. Humilié et jeté en prison, il suit la voie de la marginalité pour survivre dans un monde hostile.

## Fiche technique
- Titre original : 雄呂血 (Orochi?, litt. Le Serpent)
- Réalisateur : Buntarō Futagawa
- Scénario : Rokuhei Susukita (ja)
- Photographie : Seizō Ishino (ja)

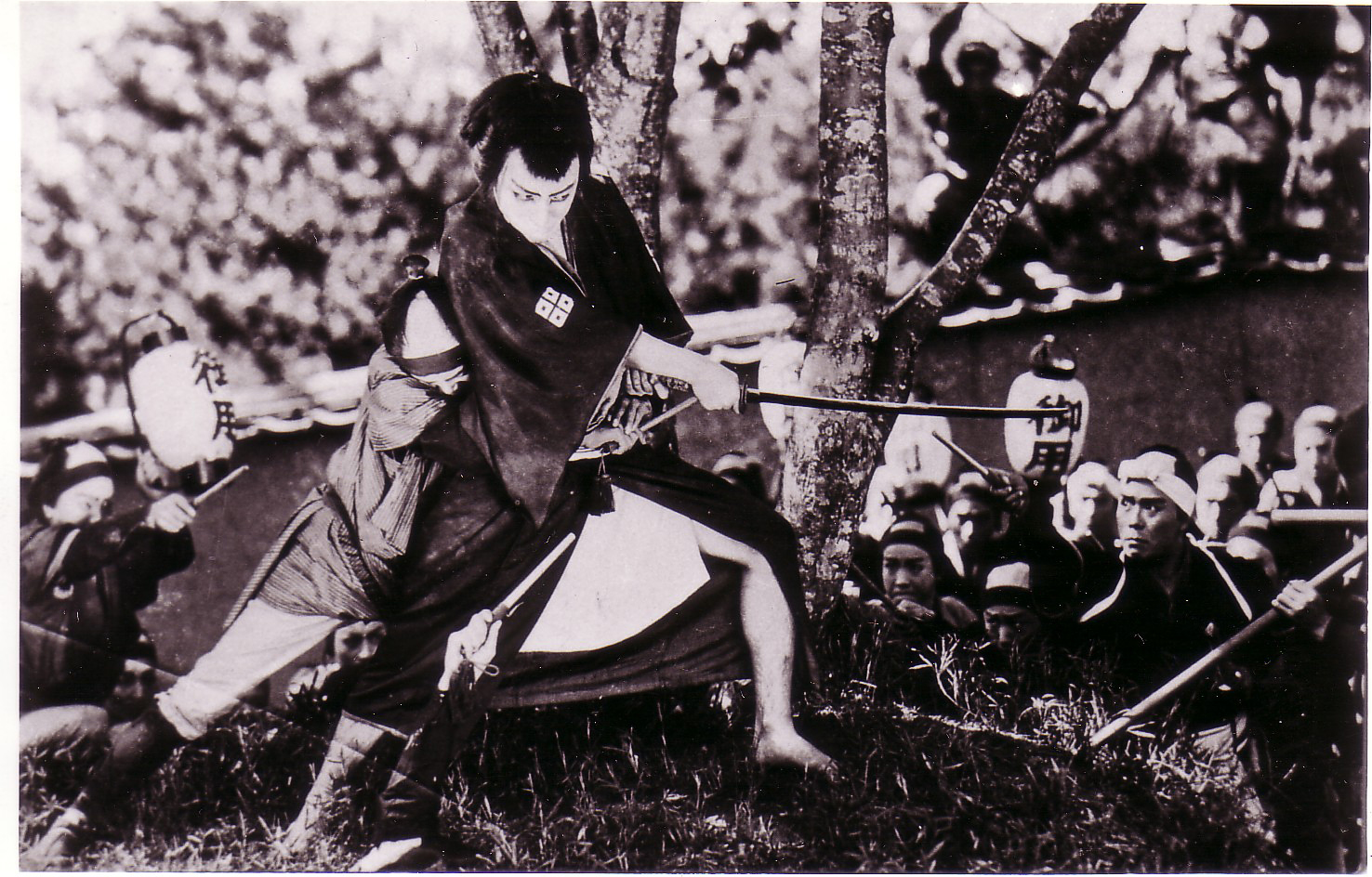
Scène du film avec Tsumasaburō Bandō.

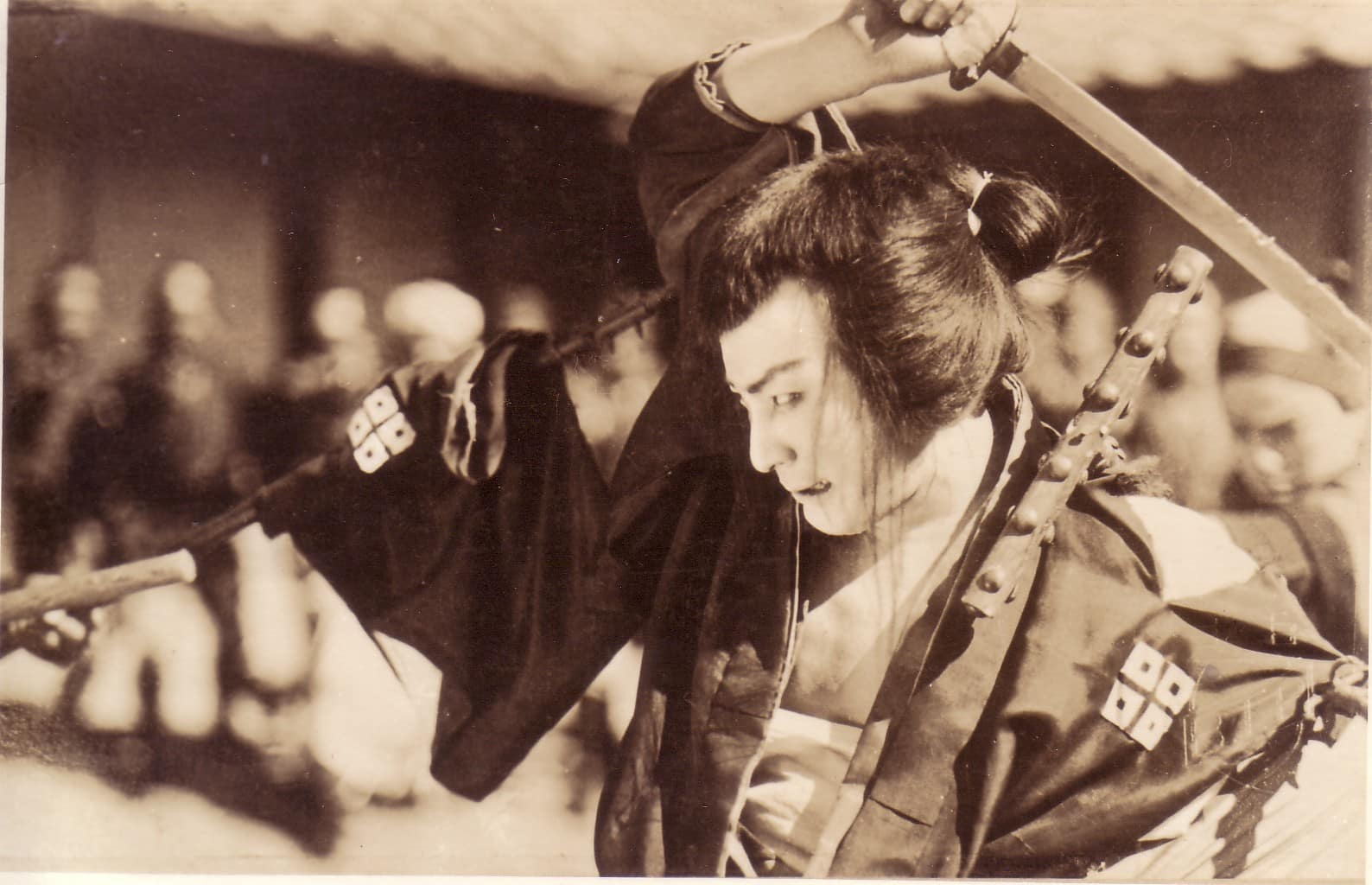
Scène du film avec Tsumasaburō Bandō.

- Société de production : Bandō Tsumasaburō Production

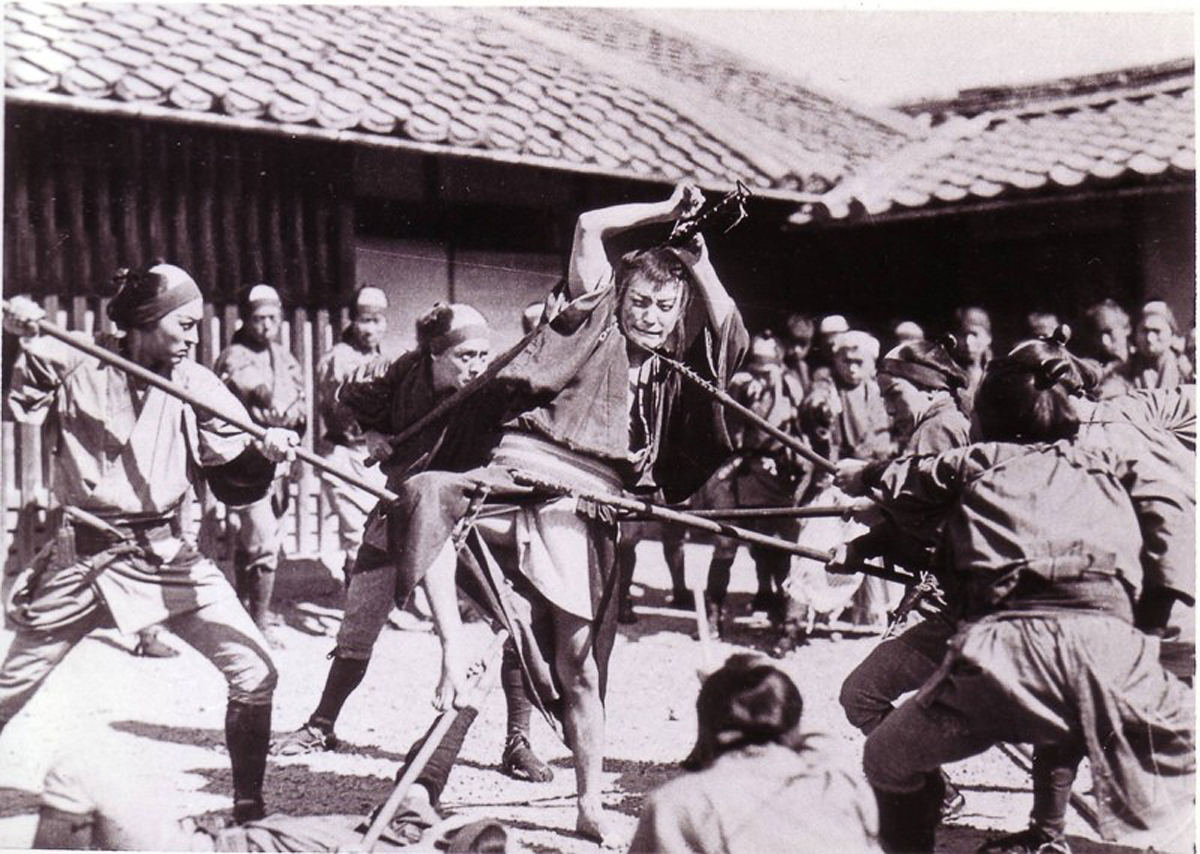
Scène du film avec Tsumasaburō Bandō.

- Pays d'origine :  Empire du Japon
- Format : noir et blanc - 1,37:1 - film muet
- Genres : drame, film historique, jidai-geki, chanbara
- Durée : 74 minutes (métrage : 11 bobines - 2 537 m[2])
- Date de sortie :
  - Empire du Japon : 20 novembre 1925[2]

## Distribution
- Tsumasaburō Bandō
- Mieko Seki (ja)
- Utako Tamaki (ja)
- Kensaku Haruji
- Kichimatsu Nakamura (ja)
- Momotarō Yamamura
- Kinnosuke Nakamura
- Shigeyo Arashi
- Zen'ichirō Yasuda
- Shizuko Mori (ja)